# Huainanzi
Das Huainanzi (chinesisch 淮南子 – „Meister von Huainan“) ist ein unter der Leitung von Liu An (劉安; 180–122 v. Chr.), dem Prinzen von Huainan, geschriebenes Werk der chinesischen Philosophie. Es wird als Klassiker des Daoismus betrachtet, zeigt aber auch konfuzianische und legalistische Einflüsse.

## Inhalt
Das Huainanzi behandelt vielfältige Themen, u. a. alte Mythen, zeitgenössische Regierungskunst, didaktische historische Anekdoten,  Astronomie, Philosophie, Metaphysik und Mystik. Es ist in 21 Kapitel aufgeteilt:
| Kapitel | Titel  | Transkription | Deutsche Übersetzung                       |
| ------- | ------ | ------------- | ------------------------------------------ |
| 1       | 原道訓 | Yuandao       | Vom wahren Dao                             |
| 2       | 俶真訓 | Chuzhen       | Vom Beginn der Realität                    |
| 3       | 天文訓 | Tianwen       | Von den himmlischen Zeichen                |
| 4       | 墬形訓 | Zhuixing      | Von den irdischen Formen                   |
| 5       | 時則訓 | Shize         | Von den Regeln der Jahreszeiten            |
| 6       | 覽冥訓 | Lanming       | Von der Untersuchung der verborgenen Dinge |
| 7       | 精神訓 | Jingshen      | Vom zugrunde liegenden Geist               |
| 8       | 本經訓 | Benjing       | Von der fundamentalen Verkettung           |
| 9       | 主術訓 | Zhushu        | Von der Lehre des Herrschens               |
| 10      | 繆稱訓 | Miucheng      | Von falscher Benennung                     |
| 11      | 齊俗訓 | Qisu          | Von der Gleichheit der Sitten              |
| 12      | 道應訓 | Daoying       | Von den Antworten des Dao                  |
| 13      | 氾論訓 | Fanlun        | Von der Inkonsistenz der Dinge             |
| 14      | 詮言訓 | Quanyan       | Von erklärenden Worten                     |
| 15      | 兵略訓 | Binglüe       | Vom Gebrauch der Waffen                    |
| 16      | 說山訓 | Shuoshan      | Von den Bergen                             |
| 17      | 說林訓 | Shuolin       | Von den Wäldern                            |
| 18      | 人間訓 | Renjian       | Von der Welt der Menschen                  |
| 19      | 脩務訓 | Youwu         | Von der Notwendigkeit des Lernens          |
| 20      | 泰族訓 | Taizu         | Von der ultimativen Synthese               |
| 21      | 要略   | Yaolue        | Zusammenfassung des Wichtigen              |

Die traditionelle Auffassung berichtet, dass das Huainanzi von acht daoistischen Weisen verfasst wurde, die am Hofe des Liu An verkehrten. Als diese daoistischen Weisen an Liu Ans Hof erschienen, der ein Zentrum der Wissenschaft und der Künste war, forderte Liu An sie auf, ihm neues Wissen zu präsentieren, woraufhin ihn die Weisen mit magischen Künsten erstaunten. Liu An ging, von den Künsten der Weisen beeindruckt, bei ihnen in die Lehre und so soll das Huainanzi die Aufzeichnung der Gespräche Liu Ans und der Weisen sein.
Die kosmologischen Spekulationen des Huainanzi sind die des Daoismus: Das Ursprungsqi soll sich in ein reines und klares Qi, das den Himmel bildet, sowie ein dunkles und schweres Qi, das die Erde bildet, geteilt haben.
Darüber hinausgehend zeigt das Werk Einflüsse des Yijing, der Yin-und-Yang-Schule und der Schule der Fünf-Elemente-Lehre.
Die Grundidee des Huainanzi ist eine daoistische politische Utopie und das Werk kann als Leitfaden für einen erleuchteten Herrscher (Zhenren) angesehen werden. Obwohl das Werk zu großen Teilen von Politik und Staatsangelegenheiten handelt, enthält es auch Ausführungen zu naturwissenschaftlichen und spirituellen Themen und stellt in Bezug auf diese Themen das Umfassendste der daoistischen klassischen Werke dar.
In politischer Hinsicht stellt sich das Werk als einen Versuch dar, die kulturelle Eigenständigkeit Südchinas zu begründen und zu bewahren.
Das Bild des Heiligen (Zhenren), das schon im Daodejing und im Zhuangzi entworfen wird, ist umfassender, als das des Laozi und des Zhuangzi. Der Heilige des Huainanzi bringt die Erfordernisse der mystischen Spiritualität des Heiligen bei Zhuangzi und die Erfordernisse eines politischen Lebens miteinander in Einklang und ähnelt dem konfuzianischen Bild des Edlen (Junzi), der ein Stifter kosmischer Ordnung ist. Der Heilige des Huainanzi ist eine Verkörperung des Dao und er gleicht somit diesem, das in allem enthalten ist und ein Universalprinzip darstellt. Gemäß dem Huainanzi ist die politische Herrschaft denselben Mustern unterworfen, die die Natur regieren. Herrschaft erscheint so als Ausdruck der daoistischen Konzeption des Kosmos und unterliegt denselben Prinzipien.